# 中瀬芳治
中瀬 芳治（なかせ よしはる、1947年8月22日 - ）は、日本のプロゴルファー。

## 来歴
1975年にプロ入りし、1979年からは「宮本留吉ニューゴルフクリニック」に所属。
1984年の茨城オープンでは初日を金谷多一郎・中川泰一・須藤聡明と共に69をマークして3位タイでスタートし、最終日には金子登喜雄・中川・岩下吉久に次ぐと同時に松井功・須藤・石井富男・金谷と並んでの4位タイに入った。
1985年の三菱ギャランでは2日目に69をマークするも飯合肇・内田繁・鷹巣南雄・謝敏男（中華民国）・菊地勝司・山本善隆と共に62位タイで予選落ちするが、NST新潟オープンでは初日を青木功・岩下・長谷川勝治・泉川ピートと共に3アンダー68の10位タイでスタートした。
1987年のNST新潟オープンでは1985年の同大会以来となる予選通過となるが、江本光・磯村芳幸と並んでの50位タイに終わり、同年のこの大会を最後にレギュラーツアーから引退。
1989年のミズノTOKYOオープンでは初日に69をマークし、2日目には渡辺修・天野勝と並んでの2位タイに着け、最終日には前日首位の江本、この日66をマークした秋富由利夫に並ばれての2位タイに留まった。